# Ђавонс (Удине)
Ђавонс је насеље у Италији у округу Удине, региону Фурланија-Јулијска крајина.
Према процени из 2011. у насељу је живело 173 становника. Насеље се налази на надморској висини од 145 м.